# 광명역 나들목
광명역 나들목(Gwangmyeong Stn. IC)은 경기도 안양시 만안구 호현동에 설치된 서해안고속도로의 35번 교차로이다. 나들목 진출입로는 광명시 일직동과 접하고 있다. 명칭 때문에 광명시에 있다고 생각할 수 있지만 실제 나들목은 안양시에 위치하고 있으며, 광명역을 연계하기 위해 건설된 나들목이기 때문에 이러한 명칭이 붙었다. 건설 당시에는 광명역의 가칭이 남서울역이었기 때문에 남서울역 나들목이라는 가칭을 사용했다. 광명시 소하동, 학온동 및 안양시 만안구 석수동 등지로 진출할 수 있다.

## 연혁
- 1997년 10월 25일 : 나들목 신설을 위해 안양시 도시계획시설 교통광장에 남서울역 나들목을 고시[1]
- 2004년 3월 15일 : 나들목 신설 개통과 함께 광명역 나들목으로 영업 개시
- 2010년 3월 31일 : 서해안고속도로 안산 ~ 일직 구간 왕복 8 ~ 10차선 확장 공사를 위해 안양시 도시계획시설 교통광장 면적 변경[2]

## 구조물 정보
- 위치: 경기도 안양시 만안구 호현동

## 접속하는 도로
- 서독로